# Norman Kirk
Norman Eric Kirk (Waimate, 6 gennaio 1923 – Wellington, 31 agosto 1974) è stato un politico neozelandese, Primo ministro e Ministro degli affari esteri della Nuova Zelanda dall'8 dicembre 1972 al 31 agosto 1974.

## Biografia
Di famiglia povera, abbandonò la scuola all'età di dodici anni dopo che suo padre aveva perso il lavoro, sostenendo la famiglia svolgendo vari lavori di breve durata.
Nel 1943 aderì al Partito Laburista, e, dopo una mancata elezione alla Camera dei rappresentanti, nel 1957 divenne parlamentare. Tra il 1964 e il 1966 ricoprì l'incarico di Presidente del Partito Laburista, e nel 1965 sconfisse il leader uscente Arnold Nordmeyer, diventando così il Leader dell'opposizione durante i governi di Keith Holyoake e Jack Marshall. Nel 1972 il Partito Laburista vinse le elezioni e tornò al governo dopo dodici anni di opposizione.
Si oppose ai test nucleari nell'atollo di Mururoa da parte della Francia. A seguito di una petizione firmata da più di 260mila persone, indetta dal movimento Save Manapouri per impedire l'innalzamento artificiale dei laghi Manapouri e Te Anau per la centrale elettrica di Manapouri, Kirk istituì un organo consultivo indipendente per monitorare la situazione ambientale dei laghi e dei villaggi circostanti.
Nel primo anno del governo Kirk, la Nuova Zelanda aveva accumulato un surplus economico, ma la crisi petrolifera del 1973, unita all'aumento delle spese governative, scaturì un fenomeno di inflazione.
Kirk criticò la politica estera statunitense, in particolar modo il colpo di Stato in Cile che depose Salvador Allende. Durante il suo mandato da Primo ministro, la Nuova Zelanda aprì le relazioni diplomatiche con la Repubblica popolare cinese. A dispetto delle promesse elettorali, nel 1973 il suo governo negò l'accesso in Nuova Zelanda alla nazionale di rugby del Sudafrica per motivi di pubblica sicurezza, a causa delle proteste contro la politica di apartheid applicata alla squadra.
Il Waitangi Day (6 febbraio, giorno in cui fu firmato il trattato di Waitangi nel 1840) divenne giorno festivo a partire dal 1974, inizialmente con il nome di New Zealand Day ("Giorno della Nuova Zelanda").
Era contrario alla riforma delle leggi in materia di aborto e omosessualità.
Nel marzo del 1974, il governo Kirk iniziò a far arrestare e deportare persone che riteneva si stessero trattenendo oltre la data consentita dal loro permesso di soggiorno, principalmente samoani e tongani. La pratica dei dawn raids, così chiamati perché avvenivano di notte e all'alba, cessò nel 1976.
L'età adulta di Kirk fu segnata da problemi di salute: fu esentato dal servizio militare per via del gozzo, e negli ultimi anni della sua vita aveva difficoltà a respirare, soffriva di ritenzione idrica e superò i 130 kg di peso. Morì in carica il 31 agosto 1974, all'età di 51 anni; la causa di morte fu ascritta a insufficienza cardiaca e tromboembolia polmonare. I funerali furono celebrati a Wellington il 4 settembre.

## Vita privata
Il 17 luglio 1943 sposò Lucy Ruth Miller, con cui ebbe tre figli e due figlie, tra cui John Kirk.
È prozio di Jo Luxton, parlamentare e ministro nel governo di Chris Hipkins.